# ディズニー・エレクトリカル・スカイ・パレード
ディズニー・エレクトリカル・スカイパレード（Disney Electrical Sky Parade）は、ディズニーランド・パリにて2024年1月8日から開催されている夜のドローンショーである。

## 概要
1992年から2003年にディズニーランド・パークで公演されていた夜のパレード・メインストリート・エレクトリカルパレードをオマージュしたショーである。
最大500機のドローンが、メインストリート・エレクトリカルパレードのさまざまなアイコン‐ミッキーマウスや仲間たちの乗るトレインやシンデレラの馬車など‐を象り、夜空をパレードする。
このショーの実現にあたっては、ドロニソス社（Dronisos）がコラボレーションしている。